# 2037
L'any 2037 (MMXXXVII) serà un any comú que començarà en dijous segons el calendari gregorià, l'any 2037 de l'era comuna (CE) i Anno Domini (AD), el 37è any del tercer mil·lenni, el 37è any del segle xxi, i el vuitè any de la dècada del 2030.

## Esdeveniments
Països Catalans
- 1 d'octubre - vintè aniversari del Referèndum sobre la independència de Catalunya de l'1 d'octubre.[1]
- 27 d'octubre, vintè aniversari de la data en què el ple del Parlament de Catalunya declarà la independència de Catalunya i es formà la República de Catalunya, aprovada amb 70 vots a favor, 2 vots en blanc i 10 vots en contra. Mentrestant el Senat d'Espanya aprovà l'ús del 155 i convoca les eleccions el 21 de desembre de 2017.[2]

Resta del món

### Gener
- 13 de gener: Se celebren 500 anys des de la fundació de Popayán (Colòmbia).
- 31 de gener: Element proper 2002 OD20 farà una aproximació tancada a la terra amb 0.01 UA.[3]

### abril
- 21 d'abril: Centenari del club de futbol Universitat Catòlica.

### Juny
- 24 de juny: Se celebren 500 anys des de la fundació de Pastura (Colòmbia).
- 29 de juny: Element proper 2002 LT38 farà una aproximació tancada a la terra amb 0.05 UA.[3]

### Agost
- 500 anys de la fundació d'Asunción, capital de la República del Paraguai.

## Esdeveniments previstos

### Data desconeguda
- Alguns documents relacionats amb els desitjos de Elizabeth Bowes-Lyon de preservar una monarquia si elsnazis ocupaven elRegne Unit seran alliberats del Arxius reials.
- Segons les estimacions llançades a l'octubre de 2007, el telescopi espacial Far Ultraviolet Spectroscopic Explorer (FUSE), desmantellat aquest mes, continuarà orbitant la terra fins que es crema a l'atmosfera uns 30 anys després del seu desmantellament.
- 2037 Bomber, un bombarder hipersònic i pesant opcionalment tripulat, està programat per entrar en servei aquest any, ja que la USAF calcula que el desgast hauria reduït la seva flota d'atacs estratègics existents per sota del mínim de 170 avions.
- L'ús de combustibles fòssils està hipotèticament infreqüent per aquest any en països desenvolupats.[4] Els combustibles alternatius (com ara l'energia eòlica i l'energia solar) eventualment relegaran l'ús de combustibles fòssils a l'Orient Mitjà i als països en vies de desenvolupament.[4][5]
- El volcà de fang més gran del món, ubicat a Java Estelar, Indonèsia, podria haver deixat d'erupció.[6]

## Naixements
Països Catalans
Resta del món

## Necrològiques
Països Catalans
Resta del món